# Dorpskerk van Weßnig
De Dorpskerk van Weßnig is een kerkgebouw in Wessnig, een stadsdeel van Torgau in de Duitse deelstaat Saksen.

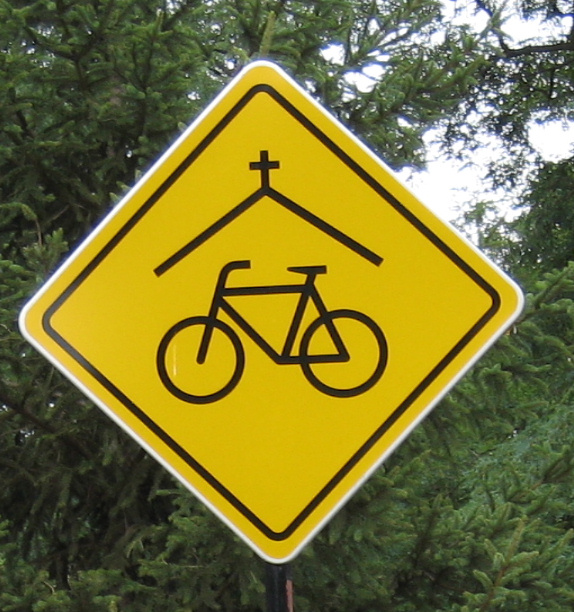
Bord van de Radfahrerkirche

De kerk bevindt zich tussen Torgau en Belgern en wordt ook Radfahrerkirche (Fietserskerk) genoemd. 
Het kerkgebouw is een halte aan de Elberadweg, een 1220 kilometer lange fietsroute van Špindlerův Mlýn (Spindlermühle) in het Reuzengebergte in het noorden van Tsjechië tot de monding van de Elbe bij Cuxhaven in de Noordzee. 
Sinds 2003 wordt het kerkgebouw als een kerk voor fietsers gebruikt. 